# フィリプ・クロヴィノヴィッチ
フィリプ・クロヴィノヴィッチ（Filip Krovinović、1995年8月29日 - ）は、クロアチア・ザグレブ出身のサッカー選手。HNKハイドゥク・スプリト所属。ポジションはMF。

## クラブ経歴
2012年、NKザグレブでプロデビュー。
2015年8月30日、リオ・アヴェFCに4年契約で移籍した。2016-17シーズンからレギュラーを掴み、背番号10を着用した。
2017年6月14日、SLベンフィカと5年契約を結んだ。2018-19シーズン終了後、ウェスト・ブロムウィッチ・アルビオンFCへのレンタル移籍が決まった。
2020年9月29日、再びウェスト・ブロムウィッチ・アルビオンFCへのレンタル移籍が決まった。
2021年1月22日、ノッティンガム・フォレストFCへシーズン終了までのレンタル移籍。